# Mamadyšskij rajon
Il Mamadyšskij rajon (in russo Мамадышский район?, in tataro: Мамадыш районы) è un municipal'nyj rajon della Repubblica Autonoma del Tatarstan, in Russia. Istituito il 10 agosto 1930, occupa una superficie di 2 600,7 chilometri quadrati, conta 40 625 abitanti ed è suddiviso in 1 città e 28 comuni rurali. Il centro amministrativo è la città di Mamadyš.
I confini del distretto sono determinati a est dal fiume Vjatka, a sud dalla Kama.